# The Crucible (Motorpsycho)
The Crucible è il ventunesimo album in studio della band norvegese Motorpsycho.

## Tracce
1. Psychotzar – 8:43 (Sæther)
2. Lux Aeterna – 10:55 (Sæther)
3. The Crucible – 20:51 (Sæther, Ryan)

## Formazione
- Bent Sæther – voce, basso, chitarre, Mellotron
- Hans Magnus Ryan – chitarre, voce, piano
- Tomas Järmyr – batteria, chitarra, Mellotron, voce
- Lars Horntveth – strumenti ad ancia in Psychotzar
- Susanna Wallumrød – voce in Psychotzar